# Antylopka piżmowa
Antylopka piżmowa, także: suni (Nesotragus moschatus) – gatunek ssaka parzystokopytnego z rodziny wołowatych (Bovidae). Występuje we wschodniej i południowo-wschodniej Afryce. Nie jest zagrożony wyginięciem.

## Zasięg występowania
Antylopka piżmowa występuje we wschodniej i południowo-wschodniej Afryce – od Kenii do prowincji KwaZulu-Natal w Południowej Afryce.

## Systematyka
Gatunek ten opisał w 1846 roku szwedzki zoolog Magnus Wilhelm von Düben pod nazwą Nesotragus moschatus, umieszczając go w nowym rodzaju Nesotragus. Miejsce typowe to wysepka Chapani położona około 3 km od Zanzibaru (Tanzania). Później gatunek był umieszczany w rodzaju Neotragus, ale w 2014 roku w oparciu o badania filogenetyczne przywrócono rodzaj Nesotragus, zaliczając doń antylopkę piżmową i antylopkę lilipucią (N. batesi).

### Podgatunki
Wyróżnia się cztery podgatunki antylopki piżmowej:
- Nesotragus moschatus kirchenpaueri Pagenstecher, 1885
- Nesotragus moschatus livingstonianus Kirk, 1865
- Nesotragus moschatus moschatus Von Dueben, 1846
- Nesotragus moschatus zuluensis (Thomas, 1898)

## Morfologia
WymiaryDługość głowy wraz z tułowiem: 50–60 cm,
Długość ogona: 5–13 cm,
Wysokość w kłębie: 30–38 cm,
Masa ciała: do 4,5 kg.
Umaszczenie
Ubarwienie sierści z wierzchu w kolorze cynamonowym, od spodu białawe. Spód i nasada ogona białe.
Poroże
Rogi występują tylko u samców, są gładkie i krótkie o prostej linii, pierścienie występują na całej ich długości.
Dymorfizm płciowySamice posiadają 2 pary sutków i są nieco większe od samców.

## Ekologia i tryb życia
Antylopka piżmowa zamieszkuje lasy (w tym lasy górskie) i gęste zarośla. Jest spotykana do 2700 m n.p.m. Zwykle żyje w pojedynkę, niekiedy w parach lub grupach składających się z jednego samca i kilku samic. Jest bardzo zwinna i skoczna. Aktywna o zmierzchu i nocą. Choć może obyć się bez wody długi czas, to preferuje tereny, na których obecne są akweny. Samce są terytorialne, dzielą jednak rewir z samicą, z którą kopulują. Inne samice również spotykają się z akceptacją ze strony samca. Granice terytorium wyznaczają składowiska odchodów. Dodatkowo znaczą roślinność wydzieliną gruczołów zapachowych zlokalizowanych na głowie.
Dożywa 10 lat.

### Rozród
Dojrzałość płciową osiąga po 1–1,5 roku. Po ciąży trwającej w przybliżeniu 180 dni wydaje na świat jedno młode.